# 重慶市萬州第二高級中學
重庆市万州第二高级中学，位于重庆市万州区，系原四川省首批办好的重点中学、重庆市直辖后首批市级重点中学。
重庆市万州第二高级中学，创办于1939年，其前身私立万县文德中学，先后用名新生补习学校，私立万县协同中学，川东区万县市第二中学等，后又几经更名，2002年5月，更名为重庆市万州第二高级中学。 
据2014年官网发布的数据显示，学校占地120亩，分高中部、初中部两个校区。共有高中教学班64个、初中教学班44个，在校学生6772人。在职教职工293人。

## 辦學歷史
| 时间      | 校名                   | 校址                                       | 备注                                                                       |
| --------- | ---------------------- | ------------------------------------------ | -------------------------------------------------------------------------- |
| 1939年8月 | 私立万县文德中学       | 万县致祥坡5号                              | 招收初一新生两个班，共八十人。                                             |
| 1940年5月 | 私立万县文德中学       | 万县万家坝金山寨                           | 文德中学一分为二。未迁往金山寨的学生租赁偏石板一民房继续上课。             |
| 1940年8月 | 私立万县文德中学       | 高笋塘半边街12号                           | 招收初一新生50名，二上，一下编级生各十名。                                 |
| 1941年8月 | 新生补习学校           | 高笋塘半边街12号                           | 招收初一上新生50名；一下，二上三下，三上编级生若干名。                     |
| 1942年5月 | 私立万县协同初级中学   | 高笋塘半边街12号                           | 全校学生147名；一上65名；一下29名；二上19名；二下14名；三上13名；三下7名。 |
| 1946年2月 | 私立万县协同中学       | 高笋塘半边街12号                           | 添设高中部、招收高中新生一个班                                             |
| 1951年3月 | 万县市协同中学         | 高笋塘半边街12号                           | 由市人民政府接办，私立改为公立。                                           |
| 1951年5月 | 川东区万县市第二中学   | 高笋塘半边街12号                           | 川东行政公署万县专署定名                                                   |
| 1952年9月 | 四川省万县市第二中学   | 高笋塘半边街12号                           | -                                                                          |
| 1953年5月 | 四川省万县市第二中学   | 高笋塘后街42号                             | 由半边街12号迁入新校址                                                     |
| 1959年9月 | 四川省万县第二中学     | 高笋塘后街42号                             | 地委、行署确定为地区重点中学，1961-1962年高中部迁往万县走马公社张家湾。    |
| 1971年    | 万县市第二中学         | 高笋塘后街42号                             | 1975年，在大垭口建立“万二中大垭口分校”（劳动基地）。                       |
| 1978年4月 | 四川省万县市第二中学   | 高笋塘后街42号                             | 万县地区重点中学                                                           |
| 1980年4月 | 四川省万县市第二中学   | 高笋塘后街42号                             | 四川省首批办好的重点中学                                                   |
| 1993年3月 | 四川省万县市第二中学   | 高笋塘后街42号                             | 撤地建市，学校被确定为市教委直属学校。                                     |
| 1998年9月 | 重庆市万州第二中学     | 白岩路135号                                | 成立重庆直辖市后，万县市改称万州区。重庆市首批重点中学。                   |
| 2002年5月 | 重庆市万州第二高级中学 | 白岩路135号                                | 2005年协文中学停止招生                                                     |
| 2010年9月 | 重庆市万州第二高级中学 | 白岩路135号（高中部）白岩路248号（初中部） | 2010年恢复公办初中招生                                                     |